# Пуштуны в Индии
Пуштуны в Индии — родившиеся в Индии люди пуштунского происхождения или иммигрировавшие в Индию из Афганистана или Пакистана. 100% пуштунов Индии исповедует ислам.

## История
Вследствие политической нестабильности Афганистана и войной на северо-западе Пакистана, многие пуштуны были вынуждены становиться беженцами или эмигрировать из зоны боевых действий. В Индии проживает почти 11 миллионов пуштунов, они расселены равномерно по всей территории государства. На территории Индии пуштуны не подвергаются преследованиям и не испытывают дискриминации (32 место из 50 наций, участвовавших в опросе).